# Новокороткино
Новокороткино — деревня в Колпашевском районе Томской области. Входит в состав Чажемтовского сельского поселения.

## География
У деревни протекает река Касорга

## Экономика
Деревня включена в число отдаленных или труднодоступных местностей.

## Население
| 2002 | 2010 | 2012 | 2013 | 2014 | 2015 | 2021 |
| ---- | ---- | ---- | ---- | ---- | ---- | ---- |
| 73   | ↘30  | ↘28  | ↘25  | ↗29  | ↘25  | ↘9   |

## Известные жители
В детские годы, с 1939 по 1941 год, жил известный в будущем писатель Виль Липатов (1927—1979).